# 1 Armia (II RP)
1 Armia (1 A) – związek operacyjny Wojska Polskiego, utworzony w trakcie wojny polsko-bolszewickiej rozkazem Wodza Naczelnego gen. Józefa Piłsudskiego z 7 marca 1920.

## Formowanie i walki
7 marca 1920 został wydany rozkaz o likwidacji dowództw frontów. Józef Piłsudski nakazał, aby z dniem 1 kwietnia 1920 wszystkie dowództwa frontu zostały skasowane, a w oparciu o ich dowództwa powstały dowództwa armii. Największy z nich, Front Litewsko-Białoruski, podzielony został na 3 armie: 1., 4. (liniowe) oraz 7. Dotychczasowe dowództwo Frontu Pomorskiego zostało przekształcone w dowództwo 1 Armii.
1 Armia składała się z dawnych grup: gen. Śmigłego-Rydza oraz gen. Lasockiego i kontrolowała obszar naprzeciw sowieckiej 15 Armii. Dowódcą miał być gen. broni Józef Haller, lecz ostatecznie został nim gen. por. Stefan Majewski.
14 maja na 1 DLB i 8 DP ruszyło natarcie 6 dywizji z 15 Armii radzieckiej. Po ciężkich walkach polskie dywizje 18 maja musiały ustąpić z terenów aż po Głębokie. Ofensywa radziecka wciąż trwała, lecz opór oddziałów 1 A tężał i 23 maja 15 A stanęła nad jeziorem Narocz. Pozwoliło to Polakom na kilka lokalnych kontrataków. W tym czasie dowództwo otrzymało rozkaz skoncentrowania sił w rejonie Wilejki, skąd 1 czerwca ruszyła ofensywa 1 Armii. Miała ona polegać na wiązaniu sił wroga, aby skrzydłowe formacje mogły odciąć drogę odwrotu siłom bolszewickim. Armia nacierała zbyt energicznie, w wyniku czego wyparła 15 A z rejonu potrzasku i 8 czerwca osiągnęła Autę. W połowie czerwca do armii włączono Armię Rezerwową i grupę Skierskiego.
4 lipca ruszyła wielka ofensywa Frontu Zachodniego. Do 6 lipca 1 Armia stawiała skuteczny opór, kiedy to Sowieci przerwali front nad Autą i formacje gen. Zygadłowicza wycofały się na Wilę i obsadziły część poniemieckich okopów z I wojny światowej. 9 lipca utracono Święciany i Kawkor (3 Korpus Kawalerii) zagroził bezpośrednio Wilnu, bronionego tylko przez 2 DLB.
Kolejne natarcie rozpoczął ponownie korpus Gaja. Wykorzystując podstęp zdobył kilka przyczółków na Wilii i uderzył na Wilno, bronione przez 2 DLB z 1 A. Miasto padło 14 lipca, przez co sens straciła obrona poniemieckich okopów. Padła druga linia obrony i wojska polskie cofnęły się na linię Grodno – Niemen – Szczara – Kanał Ogińskiego. Dowództwo chciało zatrzymać tu odwrót wojsk frontu, a z rejonu Mostów i Wołkowyska przeprowadzić ofensywę. Po raz kolejny plany te pokrzyżował Kawkor, 20 lipca zdobywając słabo bronioną twierdzę grodzieńską, przez co 24 lipca wydano rozkaz wycofujący wszystkie siły Frontu Północno-Wschodniego na tereny Podlasia i puszczy białowieskiej, dokąd zdążały przekraczające Niemen formacje bolszewickie.
Także obrona tych terenów nie trwała długo, gdyż w luce po wezwanych do obrony Białegostoku zjawiła się Złota Orda Gaj Chana, jak nazwali III Korpus Jazdy polscy żołnierze. 27 lipca zdobył on Osowiec, broniąc nieliczne przejścia przez bagna Biebrzy, co zmusiło gen. Romera, dowódcę 1. armii do ewakuacji Białegostoku w nocy z 27 na 28 lipca.
Po ewakuacji 1 Armia została zepchnięta znad Narwi, skąd po ciężkich walkach wycofała się pod Zambrów, ponadto jazda Gaja przedostała się pod Łomżę, silnie bronioną przez jej załogę i ewakuowaną dopiero 3 sierpnia. 1 sierpnia bolszewicka 10 DK zdobyła przeprawę pod Nowogrodem, która przechodziła z rąk do rąk, ostatecznie po wsparciu 15 DK Kawkor, kosztem dużych strat, umocnił się na przeprawie. Od 2 sierpnia cała 1 Armia toczyła ciężkie boje odwrotowe, odnosząc kilka lokalnych zwycięstw (zniszczenie prawie całej XXXV BS, odbicie Broku nad Bugiem), zakończonych 7 sierpnia odwrotem z Ostrołęki na Warszawę.
6 sierpnia doszło do reorganizacji WP w związku z przygotowaniami do decydującej bitwy. W niej wojska Frontu Północnego miały bronić terenów od Wkry po Dęblin, a będąca w jego składzie 1 Armia obsadziła trzy linie obronne na przedpolach Warszawy. Od tego dnia na czele 1 Armii stanął generał podporucznik Franciszek Latinik.
13 sierpnia ruszyło natarcie 6 dywizji bolszewickich. Pierwsza zaatakowała 21 DS z 3 A zdobywając Radzymin. 14 sierpnia wraz z 27 DS z 16 A całkowicie wyparły 11 DP z 1. linii obrony. Zmusiło to dowódcę Frontu Północnego gen. Hallera do skierowania z odwodów 1 Dywizji Litewsko-Białoruskiej (19 DP), która w południe na kilka godzin odbiła miasto. 15 sierpnia gen. broni Haller rzucił do walki następną dywizję – 10 DP, która wraz z 11 i 1 DLit-Biał (19 DP) po całodniowych walkach ostatecznie wyzwoliły Radzymin. 17 września, w związku z kontruderzeniem znad Wieprza, 15 DP wraz z 4 A zdobyły Mińsk Mazowiecki. 18 sierpnia wszystkie polskie formacje na północnym teatrze działań ruszyły do boju pościgowego, a rozkaz dla 1 Armii brzmiał: 1 Armia – pościg frontowy, a więc w kierunku północno-wschodnim. Oś pościgu: Warszawa – Wyszków – Ostrów – Łomża. Kawalerię skierować na lewe skrzydło dla zamknięcia luki między piechotą armii a granicą.
.
Tego dnia 1 A zdobyła Wyszków i Tłuszcz. Dzień później osiągnęła Liwiec i przedostała się za Bug. 20 sierpnia zajęła linię Orzycy i część sił podchodziła pod Krasnosielc. Był to kres działań 1 Armii, 1 września, będąc ostatnią formacją armijną Frontu Północnego, została rozwiązana.

## Obsada personalna Dowództwa 1 Armii
Dowódcy
- gen. broni Józef Haller (wyznaczony, lecz stanowiska nie objął)
- gen. por. Stefan Majewski (wz. 1 IV – 30 V 1920)
- gen. por. Gustaw Zygadłowicz (30 V – 23 VII 1920)
- gen. por. Jan Romer (23–28 VII 1920)
- gen. ppor. Mieczysław Kuliński (wz. 29–31 VII 1920)
- gen. ppor. Władysław Jędrzejewski (wz. 31 VII – 6 VIII 1920)
- gen. por. Franciszek Latinik (6–22 VIII 1920)
- gen. por. Lucjan Żeligowski (wyznaczony, lecz stanowiska nie objął)
- gen. ppor. Aleksander Osiński (p.o. 23 VIII – 1 IX 1920)

Szefowie sztabu
- ppłk SG Adam Nałęcz Nieniewski (IV–V 1920)
- płk SG Jan Kubin (V–VII 1920)
- płk SG Franciszek Kleeberg (VIII–IX 1920)

Oficerowie sztabu
- szef Oddziału II – kpt. Józef Beck
- szef Oddziału III – ppłk SG Wiktor Thommée
- szef łączności – por. Adam Paciorek
- szef radiotelegrafii – por. Witold Scazighino
- kwatermistrz – płk SG Jan Karol Wróblewski
- szef sanitarny – ppłk lek. Oktawian Pilecki

## Organizacja 1 Armii
Skład armii w poszczególnych miesiącach:
| Miesiące          | III                           | IV                            | V                             | VI                            | VII                           | VIII                          | IX |
| ----------------- | ----------------------------- | ----------------------------- | ----------------------------- | ----------------------------- | ----------------------------- | ----------------------------- | -- |
| Wielkie jednostki | 1 Dywizja Litewsko-Białoruska | 1 Dywizja Litewsko-Białoruska | 1 Dywizja Litewsko-Białoruska | 1 Dywizja Litewsko-Białoruska | 1 Dywizja Litewsko-Białoruska | 1 Dywizja Litewsko-Białoruska |    |
| Wielkie jednostki |                               |                               | 2 Dywizja Litewsko-Białoruska |                               |                               |                               |    |
| Wielkie jednostki |                               |                               | 5 Dywizja Piechoty            |                               |                               |                               |    |
| Wielkie jednostki | 8 Dywizja Piechoty            |                               |                               |                               |                               |                               |    |
| Wielkie jednostki |                               |                               | 10 Dywizja Piechoty           |                               |                               |                               |    |
| Wielkie jednostki |                               |                               |                               |                               | 15 Dywizja Piechoty           |                               |    |
| Wielkie jednostki |                               |                               | 11 Dywizja Piechoty           |                               |                               |                               |    |
| Wielkie jednostki |                               |                               |                               | 17 Dywizja Piechoty           |                               |                               |    |
| Wielkie jednostki |                               |                               | VII Brygada Rezerwowa         |                               |                               |                               |    |
| Wielkie jednostki | 1 Brygada Jazdy               |                               |                               |                               |                               |                               |    |
| Wielkie jednostki | IV Grupa Lotnicza             |                               |                               |                               |                               |                               |    |